# Thomas Meehan III
Thomas E. Meehan III (Filadélfia, 8 de julho de 1921 – Normandia, 6 de junho de 1944) foi um oficial americano que serviu como comandante da Companhia Easy, 2º Batalhão, 506º Regimento de Infantaria Pára-quedista da 101ª Divisão Aerotransportada do Exército dos Estados Unidos durante a Segunda Guerra Mundial. Meehan foi retratado na minissérie da HBO Band of Brothers por Jason O'Mara.

## Antes da Segunda Guerra Mundial
Meehan completou um ano na escola antes de sair. Além disso, ele gostava de pintura como um hobby. Perto de se matricular na Filadélfia School of Industrial Art para se tornar um artista comercial, a guerra interveio. Meehan se alistou em 1 de abril de

## Durante a Guerra
Após servir na Companhia "B" (Baker Company), do mesmo regimento depois de chegar no Reino Unido, Meehan foi transferido para a Companhia "E" (Easy Company) para substituir o Capitão Herbert Sobel, que foi transferido para comandar uma escola de treinamento de pára-quedas para oficiais não combatentes.
Em 6 de junho de 1944, Meehan foi morto quando o C-47 Skytrain que ele era passageiro foi atingido pela artilharia anti aérea alemã durante a invasão da Normandia. O avião caiu perto da aldeia de Beuzeville-au-Plain (cerca de 2 milhas a nordeste da cidade de Sainte-Mère-Église), matando a tripulação e os pára-quedistas a bordo. Thomas Meehan tinha 22 anos de idade no momento da sua morte.
Antes da decolagem no Dia D, Meehan escreveu uma carta e entregou-a na porta do C-47 para ser enviada para sua esposa:
Querida Anne:
Em poucas horas eu vou tomar a melhor companhia de homens do mundo para invadir a França. Nós mostraremos o inferno aos nazistas bastardos. Estranhamente, eu não estou assustado. Mas em meu coração existe um desejo incrível de ter você em meus braços. Eu te amo, meu amor - para sempre.
Seu Tom

## Sepultamento
Os restos mortais de Meehan retornaram aos Estados Unidos em 1952, e agora estão enterrados no Cemitério Nacional de Jefferson Barracks (Lote 84 0 25-31), localizado ao sul de St. Louis, Missouri. Ele compartilha uma sepultura com os tripulantes e paraquedistas que estavam com ele no C-47.
Em 6 de junho de 2000, um memorial à Meehan e os outros homens que foram mortos quando o avião foi abatido foi dedicado na igreja de Beuzeville-au-Plain.

## Medalhas e Condecorações
|  | Medalha da Vitória na II Guerra Mundial |
|  | Coração Púrpuro                         |
|  | Divisa de Paraquedista                  |